# اسکانیا نوا
اسکانیا نوا (به لاتین: Askania-Nova) یک منطقه حفاظت‌شده در اوکراین است که در استان خرسون واقع شده‌است.